# Rudzińscy herbu Prus III z Ziemi Ciechanowskiej
Rudzińscy herbu Prus III z Ziemi Ciechanowskiej - ród szlachecki z Mazowsza.
Wsie gniazdowe tego rodu to Rudno-Czachy, Rudno-Kadzie Stare (czyli Rudno Jeziorowe czyli Rudno Wielkie), Rudno Kmiece Adamowe, Rudno-Kosiły, Rudno-Stradniki znajdujące się w parafii Krzynowłoga Mała w powiecie przasnyskim w ziemi ciechanowskiej. Pieczętują się herbem Prus III (Nagody): na tarczy dwudzielnej w słup czerwono-błękitnej w polu pierwszym kosa srebrna barkiem w prawo, ostrzem w dół, u góry złączona z połową takiej samej podkowy, na których zaćwieczony półtorakrzyż złoty, bez dolnego lewego przewiercia. Przezwisko: Orczyk.
Pierwotnie Rudno było wsią książęcą, która po 1428 r. została nadana szlachcie. Najstarsze wzmianki: w 1415 r. zarządcami tych dóbr byli bracia Maciej, Włost, Andrzej i Paweł. W 1428 r. bracia Włost i Maciej de Rudno, zarządcy wsi książęcej otrzymali od księcia Janusza 6 włók lasu pomiędzy wsiami Rudnem, Krzynowłogą, Łojami i Morawami (miejsce to ponoć nazwane zostało Dobrzyjałowem). Zaś w 1442 r. książę Bolesław IV nadal dalsze 7 włók w Rudnie Andrzejowi i Wszeborowi de Rudno. W 1446 r. tenże sam książę nadal dobra swe Rudno Mikołajowi Zarembie na prawie niemieckim (z podatkiem 4 gr. od łanu), zwalniając go z innych opłat i zezwalając mu na polowania na wszelką zwierzynę i ptactwo z wyjątkiem żbików, tarpanów i sokołów. W 1451 r. Mikołaj Zaremba de Rudno zamienił 1 włókę chełmińską w Rudnie koło granicy dobrzyjałowskiej na 2 włóki chełmińskie wójtowskie należące do Andrzeja i Wszebora de Dobrzyjałowo, również w Rudnie położone, dopłacając do tego 20 kóp groszy. W latach późniejszych wzmiankowany jako właściciel tej wsi jest Stanisław de Rudno. W 1479 r. toczył on spory ze Ściborem plebanem małokrzynowłoskim, w 1483 r. rozliczał się ze swą żoną Elżbietą córką Marcina Strusia de Przewodowo, a w 1484 r. procesował się z Mateuszem, plebanem węgierskim. W tymże roku 1484 r. Jan i Piotr de Rudno oraz ich siostry Krystyna i Świątka mieli sprawę z Marcinem Górskim, a w 1507 r. Piotr de Rudno z synem swym Adamem toczyli spór z Mateuszem plebanem węgierskim. W 1518 r. wzmiankowany jest Andrzej Rudziński. W 1697 r. Andrzej, Adam, Bartłomiej, Jacek, Jan, Kazimierz, Stanisław i Władysław Rudzińscy podpisali z ziemią ciechanowską elekcję Augusta II. 
W 1772 r. przed sądem ziemskim witebskim Maciej Rudziński, w czwartym pokoleniu potomek Karola Rudzińskiego-Orczyk dziedzica dóbr Uroczyszcze i Rudno-Kmiece w ziemi ciechanowskiej, parafii krzynowłoskiej wywiódł się ze szlachectwa z herbem Prus III. Również z tym herbem wywiodło się przed Heroldią Królestwa Polskiego w latach 1839–1861 kilku Rudzińskich zamieszkałych w okolicach Przasnysza i Mławy (Antoni, Józef, Paweł i Franciszek dziedzice Giedni w pow. mławskim synowie Mikołaja i Katarzyny z Tyszków, pochodzący z Krępy: Józef i Władysław synowie Walentego i Maryanny z Grzybowskich, Mikołaj, dziedzic Nosarzewa). Heroldia odrzuciła natomiast podania Leona Rudzińskiego z Borowe-Chrzany i Józefa Rudzińskiego z Krajewa-Kłódek.
W II połowie XVII w. Rudzińscy zamieszkiwali Borowe-Chrzany, Brzeski-Kołaki, Gadomiec-Jędryki, Rudno Jeziorowe i Rudno-Kosiły. Pod koniec XVIII w. Rudzińscy byli dziedzicami części w Borowych-Chrzanach, Borowych-Grykach, Chodkowie-Biernatach, Gadomcu-Jędrykach, Rudnie Jeziorowym i Rudnie-Kosiłach. W XIX w. pojawili się także w Brzozowie-Majach, Chmieleniu Wielkim, Cichowie, Gadomcu-Trojanach, Krajewie-Kłódkach, Olszewcu, Tańsku-Grzymkach, Żabokliku Wielkim. Do dziś licznie zamieszkują parafię Krzynowłoga Mała i jej okolicę.
W 2001 r. Helena Rudzińska oraz bracia Bogdan Jarosław i Włodzimierz Aleksander Rudzińscy z Nidzicy, potomkowie w dziesiątym pokoleniu Wincentego Rudzińskiego de Rudno, dziedzica części Rudna założyli Stowarzyszenie Rudzińskich herbu Prus III z Ziemi Ciechanowskiej. Honorowym członkiem Stowarzyszenia jest historyk genealog Adam Pszczółkowski. 